# Il fascismo. Origini e sviluppo
Il fascismo. Origini e sviluppo (titolo originario Der Faschismus: seine Entstehung und seine Entwicklung) è un saggio di Ignazio Silone sulla dittatura fascista, la sua genesi e la sua affermazione.
Fu terminato dall'autore abruzzese nel 1931 e pubblicato a Zurigo in lingua tedesca nel 1934 dalla casa editrice  Europa Verlag.
La monografia è stata pubblicata per la prima volta in Italia soltanto nel 1992 da SugarCo .
Il saggio rivisita gli anni di storia italiana caratterizzata dall'avvento e dallo sviluppo del fascismo.
Silone analizza le cause che hanno originato il fenomeno, testimoniando l'estrema difficoltà a ridurle semplicisticamente e considerandole nel loro insieme.

## Edizioni italiane
- Il fascismo. Origini e sviluppo, introduzione di Domenico Susi, Collana Argomenti n.147, Milano, Sugarco, 1992.
- Il fascismo. Origini e sviluppo, traduzione di Marina Buttarelli, a cura di Mimmo Franzinelli, Collezione Le Scie, Milano, Mondadori, 2002. - Collana Oscar, Milano, Mondadori, 2003-2020.